# كارلوس رويز (لاعب كرة قدم بيروي)
كارلوس رويز هو لاعب كرة قدم بيروفي، ولد في 25 يناير 2002.